# Iggensbach
Iggensbach település Németországban, azon belül Bajorországban. Lakosainak száma 2235 fő (2023. december 31.). Iggensbach Winzer, Hengersberg, Schöllnach, Außernzell, Eging am See és Hofkirchen községekkel határos.

## Népesség
A település népessége az elmúlt években az alábbi módon változott:
| Lakosok száma | 1331 | 1981 | 1737 | 1900 | 2043 | 2001 | 2116 | 2128 | 2161 | 2235 |
|               | 1875 | 1950 | 1975 | 1987 | 2012 | 2014 | 2016 | 2017 | 2021 | 2023 |